# Tatjana Okuniewska
Tatjana Kiriłłowna Okuniewska (ros. Татья́на Кири́лловна Окуне́вская; ur. 18 lutego?/3 marca 1914 we wsi Zawidowo w guberni moskiewskiej, zm. 15 maja 2002 w Moskwie) – radziecka i rosyjska aktorka filmowa. Zasłużona Artystka RFSRR (1947). Pochowana na Cmentarzu Wagańkowskim w Moskwie.

## Życiorys
Urodziła się we wsi Zavidovo w Guberni moskiewskiej w 1914. Była aktywna jako aktorka od 1933 do 1948, po czym została aresztowana za rzekomą propagandę antyrządową, zgwałcona przez Ławrientija Berię w jego rezydencji, a następnie zesłana do łagru na dziesięć lat. Beria miał sprowadzić ją rzekomo po to, aby zagrała dla politbiura. Zamiast tego, zabrał ją do swojej daczy, gdzie zaoferował uwolnienie jej ojca oraz babci z więzienia NKWD pod warunkiem, że mu się odda. Następnie zaczął ją gwałcić, mówiąc "krzycz albo nie, to bez znaczenia". Beria wiedział, że jej krewni zostali straceni miesiące wcześniej. Okuniewska została aresztowana niedługo po gwałcie i skazana na odosobnienie w łagrze. 
Po jej uwolnieniu w 1954 wróciła do teatru, gdzie pracowała do 1959. W 1959–1979 pracowała jako artystka dla Gosconcert i Mosconcert. Z powodu komplikacji pooperacyjnych w 2000 zaczęła podupadać na zdrowiu i zmarła w Moskwie w 2002 w wieku 88 lat.

## Wybrana filmografia
- 1934: Baryłeczka jako pani Carre-Lamadon
- 1935: Miłość w czołgu jako Tonia Żukowa
- 1936: Ostatnia noc jako Lena Leontjewa